# Municipio de Sugar Creek (condado de Clinton)
El municipio de Sugar Creek (en inglés: Sugar Creek Township) es un municipio ubicado en el condado de Clinton en el estado estadounidense de Indiana. En el año 2010 tenía una población de 450 habitantes y una densidad poblacional de 6,72 personas por km².

## Geografía
El municipio de Sugar Creek se encuentra ubicado en las coordenadas 40°13′35″N 86°16′50″O / 40.22639, -86.28056. Según la Oficina del Censo de los Estados Unidos, el municipio tiene una superficie total de 66.93 km², de la cual 66,93 km² corresponden a tierra firme y (0 %) 0 km² es agua.

## Demografía
Según el censo de 2010, había 450 personas residiendo en el municipio de Sugar Creek. La densidad de población era de 6,72 hab./km². De los 450 habitantes, el municipio de Sugar Creek estaba compuesto por el 98,22 % blancos, el 1,33 % eran amerindios, el 0,22 % eran asiáticos y el 0,22 % eran de una mezcla de razas. Del total de la población el 1,11 % eran hispanos o latinos de cualquier raza.